# Eternul derby (perioada interbelică)
Eternul derby în perioada interbelică era reprezentat de fiecare meci de fotbal dintre rivalele bucureștene Venus și Rapid atât din campionat cât mai ales din Cupa României.
În anul 1931, în momentul promovării Rapidului (CFR București) în Liga de Sud (București), în care se afla și Venus, începe rivalitatea dintre cele două echipe pentru calificarea în finala campionatului. În sezonul următor, trecându-se la sistemul divizionar, ambele echipe vor activa în campionat, însă în serii diferite. Așadar nu vor disputa niciun meci împreună. 
Din 1933 rivalitatea lor începe să crească, mai ales pe fondul disputelor din Cupa României. În această perioadă Venus se impune în campionat, obținând patru titluri de campioană (1934, 1937, 1939, 1940). În schimb, în cadrul Cupei României (fondată în 1933), Rapid București va deține supremația obținând șapte cupe, în 1935 și consecutiv între 1937-1942. Aici cele două cluburi și-au disputat rivalitatea în numeroase semifinale, culminând cu finala din 1940 desfășurată în patru partide (între care trei rejucări).

## Bilanț total
| Competiția    | M  | VR | E | VV | GolR | GolV |
| ------------- | -- | -- | - | -- | ---- | ---- |
| Divizia A     | 18 | 6  | 6 | 6  | 32   | 31   |
| Cupa României | 10 | 7  | 3 | 0  | 34   | 17   |
| TOTAL         | 28 | 13 | 9 | 6  | 66   | 48   |

## Meciuri de fotbal

### Divizia A
| #  | Dată               | Echipa gazdă | Rezultat  | Echipa oaspete | Goluri (gazde)                     | Goluri (oaspeți)       |
| -- | ------------------ | ------------ | --------- | -------------- | ---------------------------------- | ---------------------- |
| 1  | 27 septembrie 1931 | CFR Buc.     | 2–0 (2–0) | Venus          | Attila (4), F. Boroș (?)           | —                      |
| 2  | 25 mai 1932        | Venus        | 2-2 (1-0) | CFR Buc.       |                                    |                        |
| 3  | 22 octombrie 1933  | Venus        | 3–2 (2-2) | CFR Buc.       |                                    |                        |
| 4  | 1934               | CFR Buc.     | 3–4 (0–3) | Venus          |                                    |                        |
| 5  | 15 septembrie 1934 | CFR Buc.     | 3–2 (2–2) | Venus          | Barbu II (?), Attila (de două ori) | Volodea (?), Petea (?) |
| 6  | 20 iulie 1935      | Venus        | 1-0 (1–0) | CFR Buc.       |                                    | —                      |
| 7  | 12 octombrie 1935  | CFR Buc.     | 3–1 (0–0) | Venus          | Barbu III (de trei ori)            |                        |
| 8  | 8 iunie 1936       | Venus        | 6-4 (4–1) | CFR Buc.       |                                    |                        |
| 9  | 14 noiembrie 1936  | Rapid        | 1–1 (0–0) | Venus          |                                    |                        |
| 10 | 28 martie 1937     | Venus        | 2-0 (1-0) | Rapid          |                                    | —                      |
| 11 | 16 octombrie 1939  | Venus        | 0–0 (0–0) | Rapid          | —                                  | —                      |
| 12 | 3 iunie 1939       | Rapid        | 4–1 (2–1) | Venus          |                                    |                        |
| 13 | 4 noiembrie 1939   | Venus        | 2–2 (1–2) | Rapid          |                                    |                        |
| 14 | 26 mai 1940        | Rapid        | 1–1 (0–0) | Venus          |                                    |                        |
| 15 | 5 octombrie 1940   | Venus        | 5–1 (3–0) | Rapid          |                                    |                        |
| 16 | 31 august 1941     | Rapid        | 0-0 (0–0) | Venus          | —                                  | —                      |
| 17 | 28 martie 1943     | Venus        | 0-3 (0–0) | Rapid          | —                                  |                        |
| 18 | 3 iunie 1944       | Rapid        | 1–0 (0–0) | Venus          |                                    | —                      |

### Cupa României
| # | Dată              | Faza competiției | Echipa gazdă | Rezultat | Echipa oaspete | Goluri (gazde)                                                                  | Goluri (oaspeți)                                   |
| - | ----------------- | ---------------- | ------------ | -------- | -------------- | ------------------------------------------------------------------------------- | -------------------------------------------------- |
| 1 | 20 mai 1937       | Semifinale       | Rapid        | 5–1      | Venus          | Baratky (de patru ori), Moldoveanu (?)                                          |                                                    |
| 2 | 15 mai 1938       | Semifinale       | Rapid        | 2–1      | Venus          |                                                                                 |                                                    |
| 3 | 21 mai 1938       | Rejucare         | Rapid        | 4–2      | Venus          |                                                                                 |                                                    |
| 4 | 2 iulie 1939      | Semifinale       | Rapid        | 2–0      | Venus          |                                                                                 | —                                                  |
| 5 | 30 aprilie 1940   | Finală           | Rapid        | 2–2      | Venus          | Baratky (23), Sipoș (34)                                                        | Iordache (42), Ploieșteanu (86)                    |
| 6 | 10 iunie 1940     | Rejucare         | Venus        | 4–4      | Rapid          | Humis (6,18), Orza (16), Bodola (51)                                            | Gavrilescu (7), Baratky (9), Sipoș (61), Auer (77) |
| 7 | 27 octombrie 1940 | Rejucare         | Rapid        | 2–2      | Venus          | Baratky (60, 97)                                                                | Ene (88), Eisenbeisser (105)                       |
| 8 | 9 noiembrie 1940  | Rejucare         | Rapid        | 2-1      | Venus          | Baratky (57), Gavrilescu (73)                                                   | Eisenbeisser (87)                                  |
| 8 | 11 iunie 1941     | Semifinale       | Rapid        | 4-2      | Venus          |                                                                                 |                                                    |
| 8 | 19 iulie 1942     | Semifinale       | Rapid        | 7-2      | Venus          | Bogdan (de două ori), Filoti (de două ori), Florian (?), Baratky (?), Sipoș (?) | Ene (?), Rădulescu (?)                             |

### Amicale
| # | Dată           | Echipa gazdă | Rezultat  | Echipa oaspete | Goluri (gazde) | Goluri (oaspeți) |
| - | -------------- | ------------ | --------- | -------------- | -------------- | ---------------- |
| 1 | 13 martie 1932 | Venus        | 3–3 (3–1) | CFR Buc.       |                |                  |

## Vezi și
- Eternul derby